# Cássio van den Berg
Cássio van den Berg  (1971 ) es un ingeniero agrónomo, botánico y experto orquideólogo brasileño. Obtuvo su doctorado en 2000 en botánica, por la Universidad de Reading, Inglaterra, con una disertación sobre Molecular Phylogenetics of tribe Epidendreae with emphasis on subtribe Laeliinae (Orchidaceae).
Orientador: Dr. Alastair Culham y Dr. Mark W. Chase
Trabajó en el "Laboratorio Jodrell" del Real Jardín Botánico de Kew. Y es Profesor Titular en la Universidad Estatal de Feira de Santana, Departamento de Ciencias Biológicas.

## Algunas publicaciones
- López-Roberts, M. C.; Almeida, P.R.M.; Oliveira, E.J.F.; van den Berg, C. 2012a. Microsatellite marker development for the threatened orchid Masdevallia solomonii (Orchidaceae). Am. J.Bot. 99: e66-e68 en línea (enlace roto disponible en Internet Archive; véase el historial, la primera versión y la última).

- Giulietti, AM; Andrade, MJG; Scatena, VL; Trovó, M; Coan, AI; Santos, FAR; Borges, RL; van den Berg, C. 2012b. Molecular phylogeny, morphology and their implications for the taxonomy of Eriocaulaceae. Rodriguésia, 63: 1-19 en línea (enlace roto disponible en Internet Archive; véase el historial, la primera versión y la última).

- Chiron, GR; van den Berg, C. 2012c. Révision taxinomique du genre Acianthera (Orchidaceae, Pleurothallidinae). Richardiana, 12: 59-77 en línea (enlace roto disponible en Internet Archive; véase el historial, la primera versión y la última).

- Chiron, GR; Guiard, J; van den Berg, C. 2012c. Phylogenetic relationships in Brazilian Pleurothallis sensu lato (Pleurothallidinae, Orchidaceae): evidence from nuclear ITS rDNA sequences. Phytotaxa, 46: 34-58 en línea (enlace roto disponible en Internet Archive; véase el historial, la primera versión y la última).

- Andrade, IM; SJ Mayo, C van den Berg, MF Fay, M Chester, C Lexer, D Kirkup. 2007. A Preliminary Study of Genetic Variation in Populations of Monstera adansonii var. klotzschiana (Araceae) from North-East Brazil, Estimated with AFLP Molecular Markers. Ann Bot (Lond) : 17823112

- Azevedo, C; C van den Berg. 2005. (1705-1706) Proposals to conserve the name Prescottia with that spelling and P. plantaginea against P. plantaginifolia (Orchidaceae). Taxon 54: 4: 1105-1106 ISSN 0040-0262

- Berg, C van den; DH Goldman; JV Freudenstein; AM Pridgeon; KM Cameron; MW Chase. 2005. An overview of the phylogenetic relationships within Epidendroideae inferred from multiple DNA regions and recircumscription of Epidendreae & Arethuseae (Orchidaceae). Am.J.Bot. 92:613-624

- Goldman, DH; RK Jansen; C van den Berg; IJ Leitch; MF Fay; MW Chase. 2004. Molecular and cytological examination of Calopogon (Orchidaceae, Epidendroideae): circumscription, phylogeny, polyploidy, & possible hybrid speciation. Am.J.Bot. 2004;91:707-723

- Borba, EL; GJ Shepherd; C van den Berg; J Semir. Floral & vegetative morphometrics of five Pleurothallis (Orchidaceae) species: correlation with taxonomy, phylogeny, genetic variability & pollination systems. Ann. Bot. (Lond). 90 (2): 219-30 ISBN 12197519

- Berg, C van den; MW Chase. 2000. Nomenclatural notes on Laeliinae - I. Lindleyana 15(2): 115-119

- Berg, C van den; MW Chase. 2001. Nomenclatural notes on Laeliinae - II. Additional combinations & notes. Lindleyana 16(2): 109-112
- La abreviatura «Van den Berg» se emplea para indicar a Cássio van den Berg como autoridad en la descripción y clasificación científica de los vegetales.[1]